# Anya Taylor-Joy
Anya Josephine Marie Taylor-Joy (Miami, 16 de abril de 1996) é uma atriz e modelo norte-americana e britânica. Após ser aclamada pela crítica em sua estreia no filme de terror de época The Witch (2015), Taylor-Joy recebeu reconhecimento adicional por seu papel no filme de terror psicológico Fragmentado (2016) e na sua continuação Glass (2019). Ela também estrelou o drama Thoroughbreds (2017) e interpretou Emma Woodhouse na comédia dramática Emma (2020), baseada no romance homônimo de Jane Austen. Foi aclamada por atriz do momento, e fez a minissérie mais vista da Netflix, The Queen's Gambit (2020) da Netflix, que lhe rendeu sua primeira vitória no Globo de Ouro. Anya também interpretou a personagem Sandie Collins no filme de suspense psicológico Última Noite em Soho (2021).

## Biografia
Anya Josephine Marie Taylor-Joy é a mais nova de seis irmãos. A mãe de Anya nasceu na Zâmbia, África, de pai inglês e mãe espanhola, ao passo que o pai de Anya nasceu na Argentina, de ancestralidade inglesa e escocesa. 
Apesar de ter nascido em Miami, duas semanas após o seu nascimento, a família de Anya se mudou para a cidade do seu pai, Buenos Aires, onde ela viveu até os seis anos de idade. Porém, devido aos problemas políticos da Argentina, os pais de Anya resolveram se mudar para Londres, no Reino Unido, em 2002. Quando chegou a Londres, Anya só sabia falar espanhol e teve dificuldades de adaptação ao novo país.
Ela estudou na escola preparatória Hill House, em Kensington, bem como na Northlands School, uma escola bilíngue na Argentina, e na Queen's Gate School, em Londres. Anya também estudou balé.

## Carreira

### 2014–2018: Início da carreira,The WitcheFragmentado
Em 2014, o primeiro papel de Anya foi na série Endeavour, interpretando a personagem Philippa Collins-Davidson no segundo episódio da segunda temporada. Em seguida Anya interpretou uma estudante no filme Academia de Vampiros, porém, a cena foi deletada do projeto final. No mesmo ano, ela apareceu no telefilme Viking Quest.

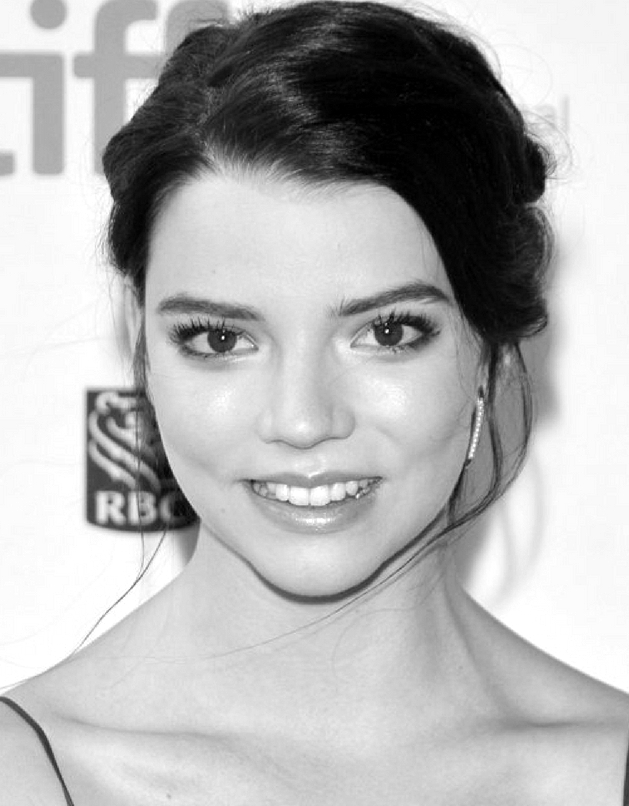
Taylor-Joy na Embaixada dos Estados Unidos na Argentina (2017)

Em 2015,Taylor-Joy foi a atriz principal no videoclipe do remix de Skrillex da música Red Lips, do duo eletrônico GTA. No mesmo ano, ela participou em cinco episódios da serie Atlantis, interpretando o personagem Cassandra. Ainda em 2015, Anya Taylor-Joy ganhou destaque ao interpretar Thomasin no filme de terror de época The Witch. O filme estreou no Festival Sundance de Cinema em 2015, e foi lançado oficialmente em 2016. Paralelamente, Taylor-Joy recusou uma oferta de um papel em uma série de televisão do Disney Channel.
Em 2016, Taylor-Joy estrelou o filme de ficção científica Morgan, dirigido por Luke Scott. O filme foi lançado no dia 2 de setembro de 2016. Ela também interpretou uma amiga próxima de Barack Obama no filme Barry, de Vikram Gandhi, que conta a história de Obama na Universidade Columbia em 1981.
Ainda em 2016, ela protagonizou o filme de terror psicológico Fragmentado do diretor e roterista M. Night Shyamalan, no qual interpretou Casey Cooke, uma garota sequestrada por um homem (James McAvoy) com múltiplas personalidades. O filme foi o seu primeiro sucesso de bilheteria arrecadando o total de 278 milhões de dólares, que é até então o filme de maior bilheteria da atriz. 
Em 2017, Anya foi indicada pela primeira vez ao BAFTA de melhor ator ou atriz em ascensão.
Nesse mesmo ano ela participou de dois episódios da minissérie The Miniaturist. Ainda nesse ano ela participou do filme de terror Marrowbone, interpretando a personagem Allie, que recebeu críticas mistas. Depois disso ela protagonizou o filme Thoroughbreds junto de Oliva Cooke, um drama dirigido Cory Finley por que foi aclamado pela critica. O filme estreou no festival de Sundance em 2017 e participou de outros dez festivais de cinema, e foi lançado nos cinemas em março de 2018.
Em 2018 ela participou do curta canadense Crossmaglen, do diretor Beau Ferris.

### 2019–2021: The Queen's Gambit
Em 2019 Anya participou dos dez episódios da série de animação da Netflix, intitulada de "O Cristal Encantado: A Era da Resistência", ao dublar a personagem Brea. No mesmo ano ela participou de outra série da Netflix, Peaky Blinders, interpretando a personagem Gina Gray em 5 episódios da quinta temporada. No mesmo ano ela participou no videoclipe da música "Dinner & Diatribes" do cantor Hozier.

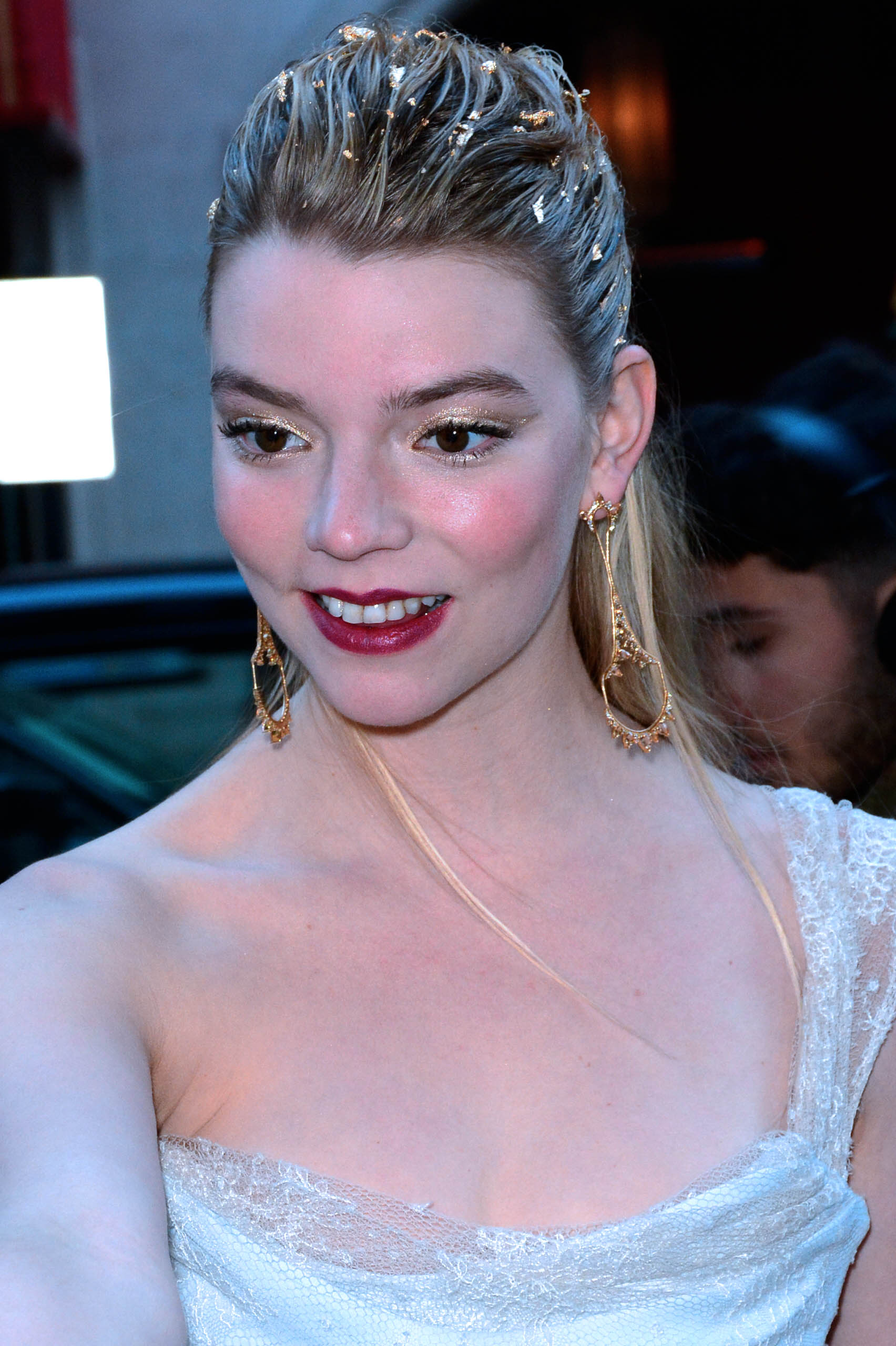
Taylor-Joy no Prêmio London Film Critics' Circle (2019)

Em 2019, voltou a interpretar Casey em Glass, a última parte da trilogia Unbreakable. O filme, assim como o anterior, foi um sucesso de bilheteria, chegando a marca de 248 milhões de dólares arrecadados. Depois disso ela protagonizou a animação Playmobil: The Movie, que foi um fracasso em bilheteria e pela crítica. Depois disso o seu novo filme biográfico Radioactive, que atua ao lado de Rosamund Pike dirigido por Marjane Satrapi, estreiou em setembro de 2019 no Festival Internacional de Cinema de Toronto, e participou de outros oito festivais de cinema, até a estreia no cinema em março de 2020 na Inglaterra.
Em fevereiro de 2020, ela interpretou Emma Woodhouse na comédia dramática Emma., adaptação cinematográfica da obra homônima de Jane Austen de 1815, dirigida por Autumn de Wilde e escrita por Eleanor Catton, lançada em 14 de fevereiro de 2020 nos cinemas. O filme foi aclamado pela crítica especializada e rendeu a atriz uma indicação para os Prémios Globo de Ouro de 2021 na categoria de Melhor Atriz em Comédia ou Musical.
No mesmo ano aparece como uma das estrelas principais do filme de ação e aventura The New Mutants, como a mutante Illyana Rasputin (ou Magik), onde atua ao lado de Maisie William, Charlie Heaton, Henry Zaga, Blu Hunt e Alice Braga. O filme foi lançado nos cinemas e um mês depois na plataforma de streaming Disney+. No mesmo ano, aparece no filme de drama Here Are the Young Men, escrito e dirigido por Eoin Macken, que estreou no festival de cinema Galway Film Fleadh na Irlanda, depois disso o filme participou de outros quatro festivais, e tem estreia prevista nos cinemas em março de 2021.
Também em 2020, ela participa da minissérie The Queen's Gambit da Netflix, atuando ao lado de Thomas Brodie-Sangster. A série alcançou uma aclamação imediata da crítica especializada e público, e virou a minissérie mais assistida da plataforma, com mais de 62 milhões de contas a assistindo em apenas 28 dias de lançamento. O seu trabalho na minissérie rendeu para a Taylor-Joy a sua primeira vitória no Prémios Globo de Ouro de 2021, na categoria de Melhor Atriz em Minissérie ou Filme de Televisão e sua primeira indicação ao Emmy Awards.
No final de 2020, Taylor-Joy participou do especial beneficente de televisão Cinderela: A Comic Relief Pantomime for Christmas, da Comic Relief, interpretando a personagem principal Cinderela, ao lado de Olivia Colman e Helena Bonham Carter.
Em fevereiro de 2021, Taylor-Joy foi incluída na lista das 100 pessoas mais influentes pela revista Time, essa foi sua primeira aparição na lista.
Taylor-Joy também participou do filme de terror psicológico Last Night in Soho, atuando ao lado de nomes como Matt Smith e Thomasin McKenzie. A produção do filme começou no dia 20 de maio de 2019. O filme anteriormente tinha previsão de estreia em 2020, mas devido à Pandemia de COVID-19 o filme teve que ser adiado e com isso o lançamento foi anunciado para 2021. O filme estreou em 4 de setembro no Festival de Veneza, e posteriormente estreiou nos cinemas em outubro do mesmo ano. No dia 20 de outubro, foi lançado um vídeo especial de Taylor-Joy cantando uma música do filme "Downton (Downtempo)". 

### 2022–presente: The Northman, The Menu, Super Mario Bros
Em novembro de 2020, foi gravada a sua segunda colaboração com o diretor Robert Eggers (com quem trabalhou em The Witch), no filme de suspense e drama viking The Northman, que tem participação dos atores Nicole Kidman e Willem Dafoe. O filme estreou em abril de 2022 e teve uma boa recepção da critica especializada, recebendo 89% de aceitação no site Rotten Tomatoes.
No dia 14 de janeiro de 2021 foi anunciado que Anya havia se juntado ao elenco no filme Amsterdam do diretor David O. Russell, com um elenco composto por Christian Bale, Margot Robbie, John David Washington, Rami Malek, Zoë Saldaña, Chris Rock, Taylor Swift e Robert De Niro. O filme estreiou em 4 de novembro de 2022 com criticas ruins, com aprovação de apenas 33% no site Rotten Tomatoes.
Em junho de 2021 foi anunciado que Anya estrelaria o filme The Menu, ao lado de Ralph Fiennes e Nicholas Hoult, dirigido por Mark Mylod. O filme teve sua estreia em 18 de Novembro de 2022 e teve uma boa recepção da critica especializada, recebendo 89% de aceitação no site Rotten Tomatoes.
Em 23 de setembro de 2021, foi revelado que Taylor-Joy participará de um filme de animação do vídeo game Mario Bros, dublando a personagem Princesa Peach. O filme, intitulado de The Super Mario Bros. Movie estreiou em 5 de abril de 2023, e recebeu criticas mistas no site Rotten Tomatoes com 59% de aceitação. O filme foi um sucesso de bilheteria, se tornando a segunda maior estreia de um filme de animação na bilheteria dos Estados Unidos com 204 milhões de dólares, e batendo a marca de 720 milhões dee dólares na bilheteria global ao longo da sua trajetória, se tornando o filme de maior bilheteria de Taylor-Joy.

#### Projetos futuros
No dia 13 de outubro de 2020 foi anunciado que Anya interpretaria a personagem Furiosa no spinoff Furiosa do universo Mad Max. O filme será dirigido por George Miller e tem previsão de estreia para junho de 2024. As gravações do filme aconteceram na Australia e duraram entre junho e outubro de 2022.
No dia 11 de outubro de 2022 foi anunciado que Taylor-Joy entrou para o elenco do filme The George ao lado do ator Miles Teller. O filme é dirigido por Scott Derrickson e foi lançado na Apple TV+ em 2025.
Anya também deve participar no novo filme de Scott Frank (o criador de The Queen's Gambit), na sua adaptação do livro Laughter in the Dark do escritor Vladimir Nabokov.

## Outros empreendimentos

### Endossos
Em 2019, Anya foi confirmada como o rosto da nova fragrância Flowerbomb da marca Viktor & Rolf, e posteriormente em 2020 também promoveu a fragrância Flowerbomb Midnight.
Em junho de 2021, Anya como confirmada como a nova embaixadora global da marca de joias Tiffany & Co, enquanto participava da campanha "Give Me the T".  Em outubro do mesmo ano, Anya foi anunciada como a nova embaixadora global da linha de roupas e cosméticos da Dior.

## Vida pessoal
Anya começou a namorar o ator Eoin Macken em 2016 a 2017. Entretanto, o relacionamento terminou  em 2018, depois das gravações do filme Here Are the Young Men, que Eion dirige e Anya atua.
Taylor-Joy iniciou um relacionamento com o músico americano Malcolm McRae, líder da banda de rock More, em 2021. Eles se casaram em uma cerimônia privada em 1 de abril de 2022 em Nova Orleães. Eles tiveram uma segunda cerimônia de casamento, desta vez pública, no último fim de semana de setembro de 2023, no Palazzo Pisani Moretta em Veneza, Itália.
A cerimônia aconteceu um ano depois de alguns meios de comunicação informarem que o casal privado já havia realizado um casamento tranquilo em um tribunal dos Estados Unidos, e que ela o havia apresentado como marido desde então.

## Filmografia

### Cinema
| Ano  | Título                      | Papel                      | Notas         |
| ---- | --------------------------- | -------------------------- | ------------- |
| 2014 | Vampire Academy             | Feeder Girl                | Cena deletada |
| 2015 | The Witch                   | Thomasin                   |               |
| 2016 | Morgan                      | Morgan                     |               |
| 2016 | Barry                       | Charlotte Baughman         |               |
| 2016 | Split                       | Casey Cooke                |               |
| 2017 | Marrowbone                  | Allie                      |               |
| 2017 | Thoroughbreds               | Lily Reynolds              |               |
| 2018 | Crossmaglen                 | Ana                        | Curta         |
| 2019 | Glass                       | Casey Cooke                |               |
| 2019 | Love, Antosha               | Ela mesma                  | Documentário  |
| 2019 | Playmobil: The Movie        | Marla Brenner (voz)        |               |
| 2019 | Radioactive                 | Irène Curie                |               |
| 2020 | Emma.                       | Emma Woodhouse             |               |
| 2020 | Here Are the Young Men      | Jen                        |               |
| 2020 | The New Mutants             | Illyana Rasputin / Magia   |               |
| 2021 | Last Night in Soho          | Alexandra "Sandie" Collins |               |
| 2022 | The Northman                | Olga                       |               |
| 2022 | Amsterdam                   | Libby Voze                 |               |
| 2022 | The Menu                    | Margot                     |               |
| 2023 | The Super Mario Bros. Movie | Princesa Peach (voz)       | Animação      |
| 2024 | Dune: Part Two              | Alia Atreides              | Participação  |
| 2024 | Furiosa                     | Imperatriz Furiosa         |               |
| 2025 | The Gorge                   | Drasa                      |               |
| TBA  | Sacrifice                   | Joan                       | Pós-produção  |
| TBA  | Laughter in the Dark        |                            | Pré-produção  |

### Televisão
| Ano       | Título                                             | Papel                     | Notas                                 |
| --------- | -------------------------------------------------- | ------------------------- | ------------------------------------- |
| 2014      | Endeavor                                           | Philippa Collins-Davidson | 1 episódio                            |
| 2014      | Viking Quest                                       | Mani                      | Telefilme                             |
| 2015      | Atlantis                                           | Cassandra                 | 5 episódios                           |
| 2017      | The Miniaturist                                    | Petronella "Nella" Brandt | 3 episódios                           |
| 2019      | The Dark Crystal: Age of Resistance                | Brea (voz)                | 10 episódios                          |
| 2019-2022 | Peaky Blinders                                     | Gina Gray                 | 11 episódios                          |
| 2020      | The Queen's Gambit                                 | Beth Harmon               | Minissérie                            |
| 2020      | Cinderella: A Comic Relief Pantomime for Christmas | Cinderella                | Especial de TV                        |
| 2021      | Saturday Night Live                                | Ela mesma                 | Episódio: "Anya Taylor-Joy/Lil Nas X" |

### Videoclipes musicais
| Ano  | Título                    | Artista               |
| ---- | ------------------------- | --------------------- |
| 2015 | Red Lips (Skrillex Remix) | GTA (feat. Sam Bruno) |
| 2019 | Dinner & Diatribes        | Hozier                |